# لو بو

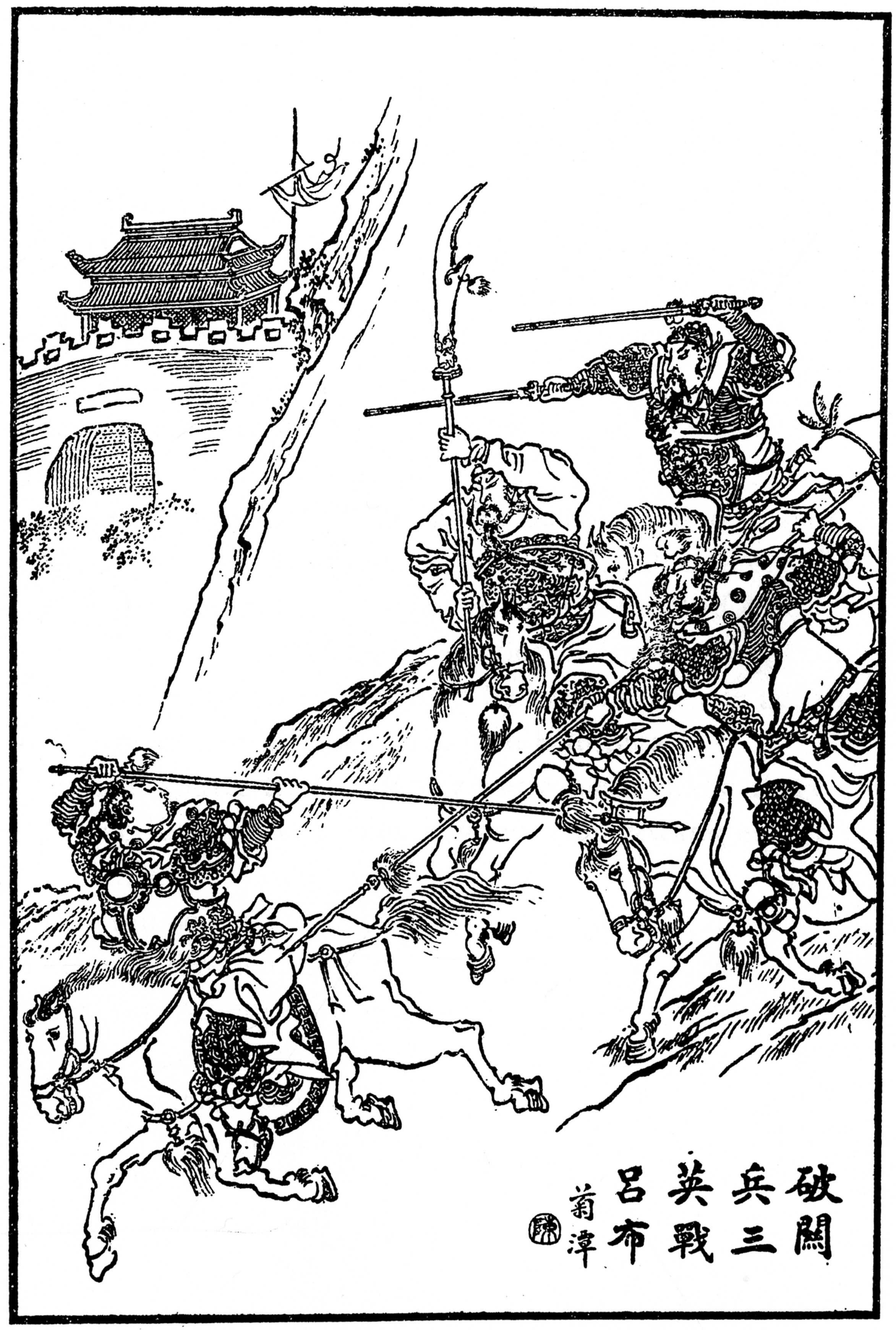
لو بو يقاتل الأخوة الثلاثة عند معركة بوابة هولاو: ليو باي (السيوف)، وكوان يو (المطرد)، وجانغ فاي (الرمح).

لو بو (بالصينية:呂布) (156 – فبراير 199)، اسمه الصيني الحركي فانغجيان، كان أحد أهم وأبرز المقاتلين في تاريخ الصين،  وقد عاش إبان فترة الممالك الثلاث.
لو بو عُرف كسيد ركوب الخيل، والرماية، والقتال المسلح. كما عُرف عنه وسامته، وطوله الفارع، وصعوبة التغلب عليه، وبسبب هذا لُقب بالجنرال الطائر.
ابتدأ لو بو حياته العملية في الأساس كأمين عام لمكتب دينغ يوان، والذي كان أيضاً أباه بالتبني، ولكن لاحقاً قام باغتيال دينغ يوان عندما قام دونغ جاو بالزحف صوب العاصمة. وقد قام الأخير بعرض الهدايا ببذخ للو بو، بما فيها حصان اسمه الأرنب الوحشي الأحمر، طمعاً في كسب لو بو إلى جانبه.
تم تعيين لو بو آمراً على سلاح الفرسان وآمراً على فيلق إمبراطوري بأمر من دونغ جاو، ومنح لقب سيد على إحدى مناطق العاصمة.
أقسم لو بو ودونغ جاو على أن يكونا ابناً وأباً بالتبني، أصبح لو بو أقرب الجنود إلى دونغ جاو. على العموم فسوء مزاج دونغ جاو قد خلق غالباً مواقف صعبة بين الإثنين. وقد قام وزير البلاط الإمبراطوري للشؤون الداخلية وانغ يو بالتحدث إلى لو بو وإقناعه لقتل دونغ جاو. ومن الأسباب الفرعية التي أدى لهذه الخيانة هو لوجود علاقة بين لو بو وإحدى وصيفات دونغ جاو (لم يُدون اسمها)، ولكن في رواية غرامية الممالك الثلاثة، أصبح السبب الثانوي رئيساً وكان اسم الوصيفة دياو تشان. عندما قام جيش دونغ بقيادة لاي جو، وغو ساي، وفان تشاو بمهاجمة تشانغ آن، أُجبر لو بو على الانسحاب والبحث عن ملجأ مع يوان شاو. ورفض يوان السماح للو بو بالانضام إليه.
أصبح لو بو قائداً لجيش جوال، وقد قاتل جنباً إلى جنب مع أمراء الحرب، وقد دون تحديداً إلى أن لو بو هو من قام بإنقاذ ليو باي الذي أسس لاحقاً مملكة شاو. وأخيراً في 198 للميلاد، قام ساو ساو، الحاكم الفعلي لشمال الصين، بالقبض على لو بو. وقد أراد لو بو ذات مرة بالإبقاء على حياة لو بو، ولكن عارض مسؤولوه هذا الشيء. وليو باي، الذي أنقذه لو بو فيما مضى، رفض التدخل لمساعدته، ولاحقاً قام ساو ساو بشنق لو بو.
وفي غرامية الممالك الثلاثة، قيل أن لو بو قائدٌ لا يتحلى بالشرف، ومقاتلٌ بلا حكمة. قصة حبه الخيالية مع دياو تشان أصبحت معروفةً لدرجة أن العديد يعتقدون بأنها واقعية.